# Jacques Devos
Pour les articles homonymes, voir Devos.
Jacques Devos, né le 24 novembre 1924 à Bruxelles (région de Bruxelles-Capitale) et mort le 27 janvier 1992, est un auteur de bande dessinée belge, principalement connu pour la série Génial Olivier.

## Biographie

### Les débuts
Le 24 novembre 1924, Jacques Devos naît à Bruxelles. Avant-guerre, il lit Le Petit Vingtième, Petits Belges, La Semaine de Suzette, Les Belles Histoires illustrées, le Journal de Mickey, Robinson, Hop-là ! et L'Aventureux. Devos a le don du dessin et il le cultive, sa vocation est devenir dessinateur de bande dessinée. Autodidacte — il est difficile d'avoir des conseils à cette époque —, sans connaître les techniques d'impression, il commence Les Aventures mirobolantes de Scottie coloriées directement sur le dessin en 1943, l'album est publié chez Bague à Tel en 2011. Il obtient son diplôme de mécanicien et commence à travailler dans l'entreprise de vélos de son père, ce qu'il fera pendant vingt ans . Après-guerre, il ne lit plus que Spirou et Héroïc-Albums. Il fait son service militaire en 1946, puis il se marie, il lui faut donc faire des économies. Le couple donne naissance à leur fils Jean-Jacques en 1949.
Vers 1950, il déplore le manque de contacts dans le monde de la bande dessinée. En 1951, il réussit à placer deux articles illustrés L'Histoire des chars d'assaut dans Tintin. Il travaille pendant deux ans à illustrer les mémoires d'un guérisseur qui disparaît avec ses originaux. Ensuite, il dessine au lavis une histoire illustrée de la guerre d'Afrique qu'il soumet au Moustique, il est coincé par son magasin de motos. Après ces essais, il est rappelé à des contingences économiques qui l'obligent à interrompre ses activités d'illustrateur. Il écrit une histoire de Golem et fait deux versions de la bataille de Waterloo. Son point faible reste le scénario, il manque de documentation lui qui est un maniaque du détail. En 1960, il parvient à illustrer Un clou chasse l'autre pour Bayard.

### ChezSpirou
En 1961, il commence dans la bande dessinée en scénarisant des mini-récits pour le journal Spirou. Il enchaîne avec de courts récits humoristiques, de 1962 à 1965, il écrit le scénario de Tim et Tom et, de 1963 à 1968, celui de la série Whamoka et Whikilowat pour Louis Salvérius. Tout en écrivant les scénarios de Djinn pour Kiko de 1964 à 1966, un album aux éditions du Topinambour en 2008. Il entame une collaboration avec Hubuc — c'est lui qui l'a fait entrer chez Spirou —, ils créent les séries Alertogas (1 album, Le Coffre à BD, 2021) et Victor Sébastopol, puis Devos reprend cette dernière série seul à partir de 1964, un album aux Éditions Michel Deligne en 1977.
Dans les mini-récits, il crée lui-même de nombreuses séries : Schwartzbrot, Superherman et surtout, à partir de 1963, la série Génial Olivier qui met en scène un inventeur extravagant et cancre. À partir de 1969, Génial Olivier devient le héros régulier de mini-récits, puis de gags ou de courts récits dans les pages de Spirou jusqu'en 1988 — année où il prend sa pension —, les albums paraissent chez Dupuis (dix-sept albums). Vers 1964, Devos joue sur le non-sens en bande dessinée. Vers 1965-1966, il écrit le scénario d'un récit de 34 planches pour Noël Bissot à la demande de l'éditeur mais il est refusé aussi sec par Yvan Delporte qui considère le dessinateur pas assez commercial. Parallèlement, Devos publie deux albums de Steve Pops, une caricature du James Bond de Sean Connery, pour Casterman (1966-1967). Il a un contrat de trois albums avec cet éditeur, pour lequel il doit fournir chaque épisode dans un délai de trois mois, ce qu'il réalise au prix d'une dépression nerveuse et un ulcère à l'estomac. Le troisième album bien qu'annoncé n'est jamais publié par Casterman. De 1969 à 1972, il dessine Les Farfeluosités de Devos dans la rubrique Carte blanche de Spirou, où il mélange les genres science-fiction, magie, étrange, fantastique et mécanique.
En 1970, il est l'auteur des chroniques éducatives La Petite Histoire des armes à feu et en 1972 Armes secrètes, armes farfelues dans Spirou. Son père, grand invalide de 1914-18, lui lègue la passion des armes en tous genres, mais, ceci, à titre d' « objets » et de « mécaniques ingénieuses », la fin en soi des armes lui échappant, comme à la majorité des collectionneurs d'armes. De 1973, grand amateur d'armes à feu, il fréquente Michel Deligne avec qui il partage sa passion.
De 1974 à 1981, il est l'auteur de la série de science-fiction Les Extra-terrestres toujours dans Spirou mais pour laquelle il change complètement de style. En effet, Devos se tourne vers un style de dessin très réaliste. Il réalise ainsi une douzaine de courts récits de 2 à 5 planches, avant de le lancer dans un long récit intitulé L'Étoile Verte en 1984, un album chez Bague en 2007.
Devos est sensible à la critique : Raoul Cauvin affirme l'avoir vu pleurer en en lisant une.
Selon Al Séverin, à la fin des années 1980, Devos souffre d'une sclérose qui ne lui permet plus d'avoir un graphisme percutant, il avait encore beaucoup d'idées et il aurait pu devenir un excellent scénariste pour d'autres dessinateurs. Selon Patrick Gaumer, Devos est un des principaux collaborateurs de Spirou qui se distingue par sa loufoquerie et son humour bon enfant.
En 1990, Jacques Devos apparaît dans l'émission des Snuls intitulée Plus ou moins net, diffusée sur Canal+ Belgique où il joue, sous son propre nom, une parodie de dessinateur.
Le 27 janvier 1992, il meurt à l'âge de 67 ans. Le 13 mai 1992, Spirou Magaziiiine lui rend hommage sous la plume de Patrick Pinchart qui écrit à propos de Devos, l'inventeur qu'il fut un pilier du journal depuis 1961 à la fin des années 1980 et que son œuvre très diversifiée fut tendue par un seul principe : amuser le lecteur. Son fils Jean-Jacques se charge de faire vivre l'œuvre de son père par des inédits ou des rééditions chez Le Coffre à BD, c'est ainsi que paraît en 2016 Histoires étranges et insolites et en 2017  Devos : Le Dernier Tiroir, ainsi que trois tomes de mini-récits.

## Œuvres

### Albums de bande dessinée

#### One shots
- Armes secrètes, armes farfelues[35], Scénario et dessin : Jacques Devos, Rossel, 1974,Prix Saint-Michel 1973 spécial pour la recherche.
- La Petite Histoire des armes à feu[36], Scénario et dessin : Jacques Devos, Rossel, 1974
- Chronique d'extraterrestres, Scénario et dessin : Jacques Devos, Dupuis, coll. « Les Meilleurs Récits du Journal de Spirou », 1981[37]
- Les Farfeluosités de Devos, Scénario et dessin : Jacques Devos, Dupuis, coll. « Carte Blanche Spirou », 1984[38].
- Arthur Gordon et autres histoires, Le Coffre à BD, novembre 2011
Scénario : Jacques Devos - Dessin : Sirius - Couleurs : quadrichromie -  (ISBN 2-8001-0912-2),contient Drôle de compte de Noël, 6 planches, dans Spirou no 1706 en 1970
- Scottie (Aventures mirobolantes de), Scénario et dessin : Jacques Devos, Bague à Tel, 2011[5]

#### Collectifs
- Pepperland 1970 1980, Peperland, Bruxelles, 1980
Scénario et dessin : collectif dont Jacques Devos - Couleurs : noir et blanc,Artbook. BD hommage à la librairie Pepperland, titrée en page 1 : 80 chats pour Tania, 10 ans pour Pepperland. Elle présente un historique de la librairie, des photos, des strips et des dessins de chats.
- 1. Parodies - ... par leurs vrais auteurs !, M.C. Productions, Toulon, octobre 1987
Scénario et dessin : collectif dont Jacques Devos - Couleurs : quadrichromie -   (ISBN 2-907143-02-6),Participation : Génial Olivier (2 planches)
- Les Shmoucks - Le Douanier furieux, Milwaukee Comics, décembre 2009
Scénario : collectif dont Jacques Devos - Dessin : Eddy Ryssack - Couleurs : quadrichromie -  (ISBN 2-914633-23-8)contient 2 récits : Les Shmoucks (30 p) + Alcibiade (8 p - Scénario : Charles Jadoul et Devos, dans Spirou no 1354 en 1964)
- Contes de Noël du journal Spirou 1955-1969, Dupuis, coll. « Patrimoine », Marcinelle, 27 novembre 2020
Scénario et dessin : collectif dont Jacques Devos - Couleurs : quadrichromie -  (ISBN 979-10-34738-18-2)[39].

#### Mini-récits
- "0" n'égale pas zéro, Scénario et dessin : Jacques Devos, Dupuis, 1962 (mini-récit)
- Bague à tel, Scénario et dessin : Jacques Devos, Dupuis, 1964 (mini-récit)
- Ellipse cosmique, Scénario et dessin : Jacques Devos, Dupuis, 1964 (mini-récit)
- Mini-récit d'un mini-récit, Scénario et dessin : Jacques Devos, Dupuis, 1963 (mini-récit)
- Retour de flamme, Scénario et dessin : Jacques Devos, Dupuis, 1962 (mini-récit)
- Schwartzbrot #1, Dites-le moi... Tuba, Scénario et dessin : Jacques Devos, Dupuis, 1962 (mini-récit)
- Schwartzbrot #2, L'Homme du siècle, Scénario et dessin : Jacques Devos, Dupuis, 1962 (mini-récit)
- Schwartzbrot #3, Pile ou face, Scénario et dessin : Jacques Devos, Dupuis, 1963 (mini-récit)
- Superherman #1, SuperHerman, l'invincible, Scénario et dessin : Jacques Devos, Dupuis, 1963 (mini-récit no 158 paru dans le Spirou no 1302)
- Superherman #2, La Revanche de SuperHerman, Scénario et dessin : Jacques Devos, Dupuis, 1964 (mini-récit no 213 paru dans le Spirou no 1357)
- Superherman #3, Le Triomphe de SuperHerman, Scénario et dessin : Jacques Devos, Dupuis, 1965 (mini-récit no 253 paru dans le Spirou no 1397)Coffret de 3 mini-albums chez Bague à Tel en 2009[40]
- Teststar #1, Teststar, Scénario et dessin : Jacques Devos, Dupuis, 1965 (mini-récit)
- Teststar #2, Teststarscope, Scénario et dessin : Jacques Devos, Dupuis, 1966 (mini-récit)
- Capitaine Plouf et Pampe le mousse, Scénario : Jacques Devos - Dessin : Marc Wasterlain, Dupuis, 1971 (mini-récit)
- Duo en lamineurs, Scénario : Jacques Devos - Dessin : Chabert, Dupuis, 1964 (mini-récit)
- Faut-il y croire ?, Scénario : Jacques Devos - Dessin : Serge Gennaux, Dupuis, 1963 (mini-récit)
- Jeux de vilain, Scénario : Jacques Devos - Dessin : Chabert, Dupuis, 1964 (mini-récit)
- L'Ombre du passé, Scénario : Jacques Devos - Dessin : Louis Salvérius, Dupuis, 1961
- Pierre qui mouille amasse la rousse, Scénario : Jacques Devos - Dessin : Anjo, Dupuis, 1963 (mini-récit)
- Le Télékinébus, Scénario : Jacques Devos - Dessin : Pierre Guilmard, Dupuis
  1. Un sic-fic, Scénario : Jacques Devos - Dessin : 1965 (mini-récit)

- Tim et Tom #1 Rainbow Valley, Scénario : Louis Salvérius - Dessin : Jacques Devos, Dupuis, 1962 (mini-récit)
- Tim et Tom #2 Pancake party, Scénario : Louis Salvérius - Dessin : Jacques Devos, Dupuis, 1962 (mini-récit)
- Tim et Tom #3 Monts et merveilles, Scénario : Louis Salvérius - Dessin : Jacques Devos, Dupuis, 1963 (mini-récit)
- Tim et Tom #4 De Charybde en Scylla, Scénario : Louis Salvérius - Dessin : Jacques Devos, Dupuis, 1965 (mini-récit)
- Tim et Tom #5 Bague à tel Scénario : Jean-Jacques Devos - Dessin :  Jacques Devos, Dupuis, 1964 (mini-récit).

### Livres illustrés
- Une journée chez les indiens, Scénario : Jacques Devos - Dessin : Louis Salvérius et Jamic, Dupuis, « Collection du Carrousel » no 6, 1966[41]
- La Légende du désert[42], Scénario : Jacques Devos - Dessin : Louis Salvérius et Jamic, Dupuis, coll. « du Carrousel » no 14, 1967.

### Illustration
- Hypnagogie[43], nouvelle de Claude Bastin, 1977.

### Expositions collectives
- Exposition Coup de chapeau au Journal de Spirou à la Maison de la bande dessinée, Bruxelles en mars 2008[44]

### Collections publiques
67 planches de cet artiste sont conservées au Centre belge de la bande dessinée et font partie du patrimoine mobilier de la région Bruxelles-Capitale.

## Prix et distinctions
- 1973 :  prix Saint-Michel spécial pour la recherche[46].

#### Livres
: document utilisé comme source pour la rédaction de cet article.
- Jean Van Hamme, Introduction à la bande dessinée belge, Bruxelles, Bibliothèque royale de Belgique, 1968, 80 p., ill. ; 26 cm (lire en ligne), p. 16[catalogue] publié à l'occasion de l'exposition La bande dessinée en Belgique, Bibliothèque Albert Ier, [Bruxelles], du 29 juin au 25 août 1968.
- Henri Filippini, « Devos Jacques », dans Dictionnaire de la bande dessinée, Paris, Bordas, 1989, 731 p., ill. ; 27 cm (ISBN 2-04-018455-4, OCLC 1244909550, BNF 35065653, présentation en ligne), p. 611.
- Patrick Gaumer et Claude Moliterni, « Devos (J.) », dans Dictionnaire mondial de la bande dessinée, Paris, Larousse-Bordas, 1998, 880 p., ill. ; 29 cm (ISBN 978-2-0352-3520-6 et 2-0352-3520-0, OCLC 270725728), p. 230.
- Patrick Gaumer, Dictionnaire mondial de la bande dessinée, Tours, Larousse, janvier 2001, 880 p. (ISBN 2-03-505 162-2)
- Jacques Fiérain, « Devos, Jacques », dans La BD à Bruxelles et en Brabant, Charleroi, Éd. l'Âge d'or, avril 2003, 144 p., ill. ; 31 cm (ISBN 9782960119664 et 2960119665, OCLC 470388171, présentation en ligne), p. 40.
- Patrick Gaumer, « Devos (J.) », dans Dictionnaire mondial de la BD, Paris, Larousse, 2010, 953 p., ill. ; 27 cm (ISBN 978-2-0358-4331-9 et 2-0358-4331-6, OCLC 920924930, présentation en ligne), p. 251,360. .
- Jean-Jacques Devos, « Biographie de Jacques Devos », dans Génial Olivier - Intégrale volume 1 : 1963-1972, Le Coffre à BD, 21 juillet 2014, 78 p. (ISBN 978-2-350-07315-6).
- Philippe Mellot, Michel Denni, Laurent Turpin et Isabelle Morzadec, Trésors de la bande dessinée : BDM 2021-2022 - Catalogue encyclopédique et Argus, Paris, Les Arènes, novembre 2020, 22e éd., 1700 p., ill. ; 23 cm (ISBN 9791037502582, OCLC 1240308146, présentation en ligne), p. 71, 248, 338, 348, 383, 403, 422, 474, 533, 722, 744, 860, 897, 1009, 1076, 1083, 1282, 1368. .

#### Périodiques
- M. Archive alias Thierry Martens, « Dossier Spirou : Qui est qui ? », Spirou (supplément), Dupuis, no 1652,‎ 11 décembre 1969, p. 2 (ISSN 0771-8071, lire en ligne)
- Michel Deligne, « Dossier Remember Jacques Devos ou "les occasions manquées" », Curiosity Magazine, Michel Deligne, no 4,‎ avril 1973, p. 72-75
- « Citation du Prix Saint-Michel », Ran Tan Plan, no 28,‎ été 1973, p. 39.
- M. Archive alias Thierry Martens, « B.D. Scopie Devos », Spirou, Dupuis, no 2091,‎ 11 mai 1978, p. 27-42 (lire en ligne)
- Jean-Paul Tibéri, « Binet - Devos », Haga, CBDI, no 36,‎ 3e trimestre 1978, p. 60
- Philippe Vandooren, « Devos, l'inventeur », Spirou, Dupuis, no 2334,‎ 4 août 1983, p. 3
- Louis Cance, « Remember Jacques Devos », Hop !, Aurillac, AEMEGBD, no 52,‎ 1er avril 1992 (ISSN 0768-9357).
- Patrick Pinchart, « Devos, l'inventeur », Spirou, Dupuis, no 2822,‎ 13 mai 1992, p. 10 (lire en ligne, consulté le 22 septembre 2022).
- Hugues Dayez, « Les Aventures d'un journal : Génial Olivier face à son créateur », Spirou, Dupuis, no 3860,‎ 4 avril 2012, p. 27
- Maurice Patinax, « Ils ont posé leur crayon », Le Collectionneur de bandes dessinées, Éditions de l'Amateur, no 70,‎ septembre 1992 (ISSN 0151-4407).
- Hugues Dayez, « Les Aventures d'un journal : Devos soumis à la question », Spirou, Dupuis, no 4012,‎ 4 mars 2015, p. 27
- Hugues Dayez, « Les Aventures d'un journal : Victor Sébastopol, un espion atypique », Spirou, Dupuis, no 4014,‎ 18 mars 2015, p. 31.

#### Articles
- « Entre guillemets : Raoul Cauvin et les critiques de BD », La Libre Belgique,‎ 10 avril 2003 (lire en ligne, consulté le 20 septembre 2022).